# Revaz Davitadze
Revaz Davitadze, né le 16 octobre 1998, est un haltérophile géorgien.

## Palmarès

### Championnats du monde
- 2021 à Tachkent
  -  Médaille de bronze au total en moins de 89 kg
  -  Médaille d'argent à l'arraché en moins de 89 kg

### Championnats d'Europe
- 2021 à Bucarest
  -  Médaille d'argent au total en moins de 89 kg
  -  Médaille d'argent à l'arraché en moins de 89 kg
  -  Médaille d'or à l'épaulé-jeté en moins de 89 kg
- 2019 à Batoumi
  -  Médaille d'argent au total en moins de 89 kg
  -  Médaille d'or à l'arraché en moins de 89 kg
  -  Médaille d'argent à l'épaulé-jeté en moins de 89 kg
- 2018 à Bucarest
  -  Médaille d'or au total en moins de 85 kg
  -  Médaille d'or à l'arraché en moins de 85 kg
  -  Médaille d'argent à l'épaulé-jeté en moins de 85 kg